# Crespo
Crespo − miasto w Argentynie, w prowincji Entre Ríos, 40 km od stolicy prowincji Parany. W 2001 liczyło 18 296 mieszkańców.